# Joseph Carré
Pour les articles homonymes, voir Carré (homonymie).
Joseph Paul Adrien Carré, né le 17 mars 1870 à Montmorillon (département de la Vienne) et mort le 2 mars 1941 en Uruguay, est un architecte français réputé établi à Montevideo.

## Biographie
Fils d'un peintre en bâtiments, il est admis en 1888 à l'École nationale supérieure des beaux-arts, où il est l'élève de Jean-Louis Pascal, dans la tradition rationaliste de Julien Guadet et Henri Labrouste. Deux fois logiste, il y reçoit trois médailles de 1re classe et est lauréat du prix Chenavard en 1896. Il obtient le diplôme d'architecte en 1900.
Inspecteur des travaux à l'Exposition universelle de 1900, il y est honoré d'une médaille d'argent. En 1907, il réside 12 rue de Navarin à Paris où il est architecte en constructions particulières. Il est fait officier de l'Instruction publique en 1910.
C'est vers cette époque qu'il quitte la France pour l'Uruguay. Recruté comme titulaire de la chaire de professeur à la faculté d'architecture de l'Université de Montevideo, il y est chargé de réformer et moderniser l'enseignement de l'architecture. Devenu un architecte réputé dans ce nouveau pays d'adoption, il est « chargé d'importants travaux en Uruguay » (Ministère de la Défense Nationale, immeuble du Jockey Club de Montevideo). Il est également l'architecte de la légation de France à Montevideo.
Nommé chevalier en 1931, Joseph Carré est décoré de la Légion d'honneur des mains du ministre François Gentil le 20 mars 1934, en reconnaissance de son action « à l'Université de Montevideo, où il a su créer un véritable foyer d'influence française, servant ainsi de façon remarquable l'expansion artistique de notre pays ».